# DeVonte Upson
Zwencyl DeVonte Upson (ur. 23 marca 1993 w Amarillo) – amerykański koszykarz, występujący na pozycjach silnego skrzydłowego lub środkowego, obecnie zawodnik Merkezefendi Belediyesi Benizli Basket.
7 sierpnia 2018 został zawodnikiem TBV Startu Lublin. 3 maja 2019 dołączył do argentyńskiego Comunicaciones Mercedes.
24 czerwca 2019 podpisał umowę z Arką Gdynia. 19 lutego 2020 puścił klub. Jeszcze tego samego dnia został zawodnikiem SIG Strasburg.
1 lipca 2021 dołączył do tureckiego Merkezefendi Belediyesi Benizli Basket.

## Osiągnięcia
Stan na 2 lipca 2021, na podstawie, o ile nie zaznaczono inaczej.
NCAA
- Zaliczony do składu All-Southland Honorable Mention (2015)

Drużynowe
- Brązowy medalista mistrzostw Finlandii (2017)

Indywidualne
- Uczestnik konkursu wsadów EBL w ramach pucharu Polski (2019)[8]